# Bollmannia
A Bollmannia a csontos halak (Osteichthyes) főosztályának a sugarasúszójú halak (Actinopterygii) osztályába, ezen belül a sügéralakúak (Perciformes) rendjébe, a gébfélék (Gobiidae) családjába és a Gobiinae alcsaládjába tartozó nem.

## Rendszerezés
A nembe az alábbi 11 faj tartozik:
- Bollmannia boqueronensis Evermann & Marsh, 1899
- Bollmannia chlamydes Jordan, 1890 - típusfaj
- Bollmannia communis Ginsburg, 1942
- Bollmannia eigenmanni (Garman, 1896)
- Bollmannia gomezi Acero P., 1981
- Bollmannia litura Ginsburg, 1935
- Bollmannia macropoma Gilbert, 1892
- Bollmannia marginalis Ginsburg, 1939
- Bollmannia ocellata Gilbert, 1892
- Bollmannia stigmatura Gilbert, 1892
- Bollmannia umbrosa Ginsburg, 1939